# Byton M-Byte
La M-Byte est un SUV électrique du constructeur automobile chinois Byton produit à partir de 2020.

## Présentation
En janvier 2018, au Consumer Electronics Show de Las Vegas (États-Unis), Byton dévoile son futur premier véhicule, le SUV M-Byte, proche à 80 % de la version définitive.
La version de série est ensuite présentée la première fois en Europe au Salon de Francfort 2019 pour une arrivée sur le marché européen en 2021.

## Caractéristiques techniques
La M-Byte est équipée, comme le concept-car la préfigurant, d'un écran de 48 pouces (122 cm de diagonale) en guise de tableau de bord, recouvrant la largeur de la planche de bord. Deux autres écrans rejoignent l'équipement intérieur du SUV, à savoir un écran de 12 pouces sur la console centrale et un écran de 7 pouces sur le volant.

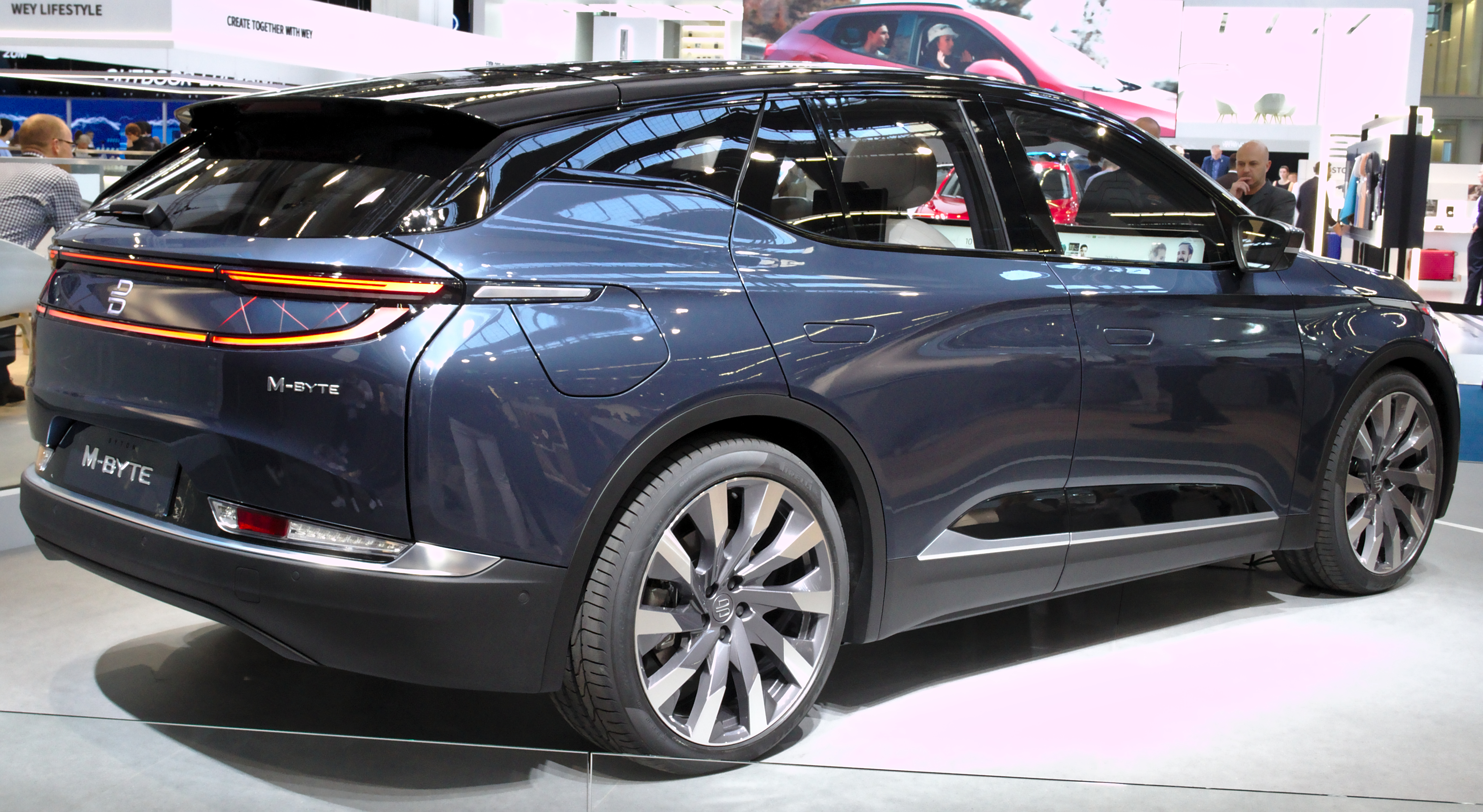
Byton M-Byte

### Motorisations
La M-Byte est motorisée au choix par un électromoteur de 200 kW (272 ch) placé sur le train avant ou par deux moteurs électriques placés sur chaque essieu, procurant ainsi une transmission intégrale, d'une puissance cumulée de 300 kW (408 ch).

### Batterie
Le SUV reçoit une batterie de 72 kWh associé au moteur de 200 kW ou une batterie de 95 kWh pour la version la plus puissante.

## Concept car
La M-Byte est préfigurée par le concept-car de crossover 100 % électrique M-Byte Concept, d'abord baptisé Crossover Concept et présenté à Las Vegas au Consumer Electronics Show 2018.

### Caractéristiques
À l'extérieur, le M-Byte Concept au design futuriste reçoit des caméras à la place des rétroviseurs, il est démuni de serrure ou poignée de porte, celles-ci étant remplacées par des caméras associées à un système de reconnaissance faciale, et il est équipé de jantes de 22 pouces. 
À l'intérieur, la planche de bord est constituée du plus grand écran jamais installé dans un véhicule, d'une diagonale de 49 pouces, mesurant 25 cm de haut pour 1,25 m de large.

#### Motorisations
Le prototype peut recevoir deux solutions techniques pour sa motorisation : un unique moteur arrière électrique de 200 kW (272 ch) et 400 N m de couple, associé à une batterie lithium-ion modulaire de 71 kWh pour une autonomie de 400 km, ou deux moteurs, permettant de disposer d'une transmission intégrale, affichant une puissance de 350 kW (476 ch) et 710 N m de couple et une batterie de 95 kWh pour une autonomie de 520 km.